# 晶狀體囊膜
晶狀體囊膜是眼球的組成部分。它是由膠原蛋白IV和層粘連蛋白組成的透明的膜，具有彈性，可以保持恆定的張力。 可以使晶狀體曲率變大或變小，幫助眼睛聚焦。囊膜中包含晶狀體前囊和晶狀體後囊。